# Pietro Maria Pieri
Pour les articles homonymes, voir Pieri.
Pietro Maria Pieri (né le 29 septembre 1676 à Piancastagnaio, en Toscane, Italie, et mort le 27 janvier 1743 à Rome) est un cardinal italien du XVIIIe siècle. Il est membre de l'ordre des servites.

## Biographie
Pietro Maria Pieri est régent de l'abbaye de S. Marcello à Rome et supérieur général et procurateur général de son ordre.
Le pape Clément XII le crée cardinal lors du consistoire du 24 mars 1734. Il participe au conclave de 1740, lors duquel Benoît XIV est élu pape.

### Sources
- Fiche du cardinal sur le site fiu.edu